# Pieternellagasthuis
Het Pieternellagasthuis is een gasthuis en hofje in de stad Groningen. Het gasthuis is gelegen in de Grote Leliestraat in de Hortusbuurt, een wijk in Groningen waar ook tal van andere gasthuizen zijn gevestigd.

## Geschiedenis
In 1870 besloot Ludewé Vink, weduwe van Antoni Janson, tot stichting van het gasthuis. Dit ter nagedachtenis aan haar overleden drie echtgenoten (respectievelijk Mr. Fokko Knijpinga, diens broer Willem Knijpinga en Antoni Janson) en twee kinderen uit het eerste huwelijk, een zoon genaamd Pieter en een dochter genaamd Pieternella. Dit verklaart de naam van het gasthuis. In 1871 kocht Ludewé Vink een terrein aan de Grote Leliestraat met o.a. een huis, een stal en een grote tuin. Twee jaar later liet ze de gebouwen slopen en gaf opdracht tot de bouw van 21 kleine woningen. In 1877 overleed Ludewé Vink, enkele maanden daarna was de stichting van het gasthuis officieel een feit.

## Voorwaarden aan bewoners
De voorwaarden om in het gasthuis te mogen wonen waren vrij streng: men moest een 'voorbeeldige levenswandel' hebben. Dat hield in dat men bijvoorbeeld geen overlast mocht veroorzaken en zich niet mocht vergrijpen aan alcohol. Bovendien kregen schippers voorrang voor een woning in het gasthuis omdat Janson -de laatste echtgenoot van Ludewé Vink- reder was geweest, en haar vader Jan Harms Vink schipper. In de 20e eeuw vervaagden de criteria voor nieuwe bewoners, wel is het zo dat het bestuur van het gasthuis nog steeds beslist over nieuwe bewoners.

## Uitbreiding en samenvoeging
In de decennia na de bouw van het gasthuis werd het gasthuis verschillende keren uitgebreid, dit door middel van het aankopen van panden in de directe omgeving (onder meer aan de Havenstraat). Ook werd een pand aan de Noorderhaven aangekocht, waar de zogenaamde voogdenkamer in werd gevestigd. Deze kamer is overigens nog steeds de plek waar het bestuur van het gasthuis vergadert. Eind jaren 60 werden twee van de oudste gedeelten van het gasthuis gesloopt, en enkele andere woningen werden samengevoegd.

## Zie ook

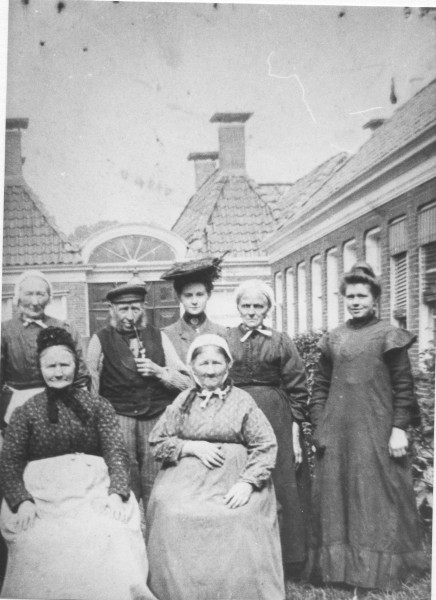
Bewoners van het gasthuis in 1905
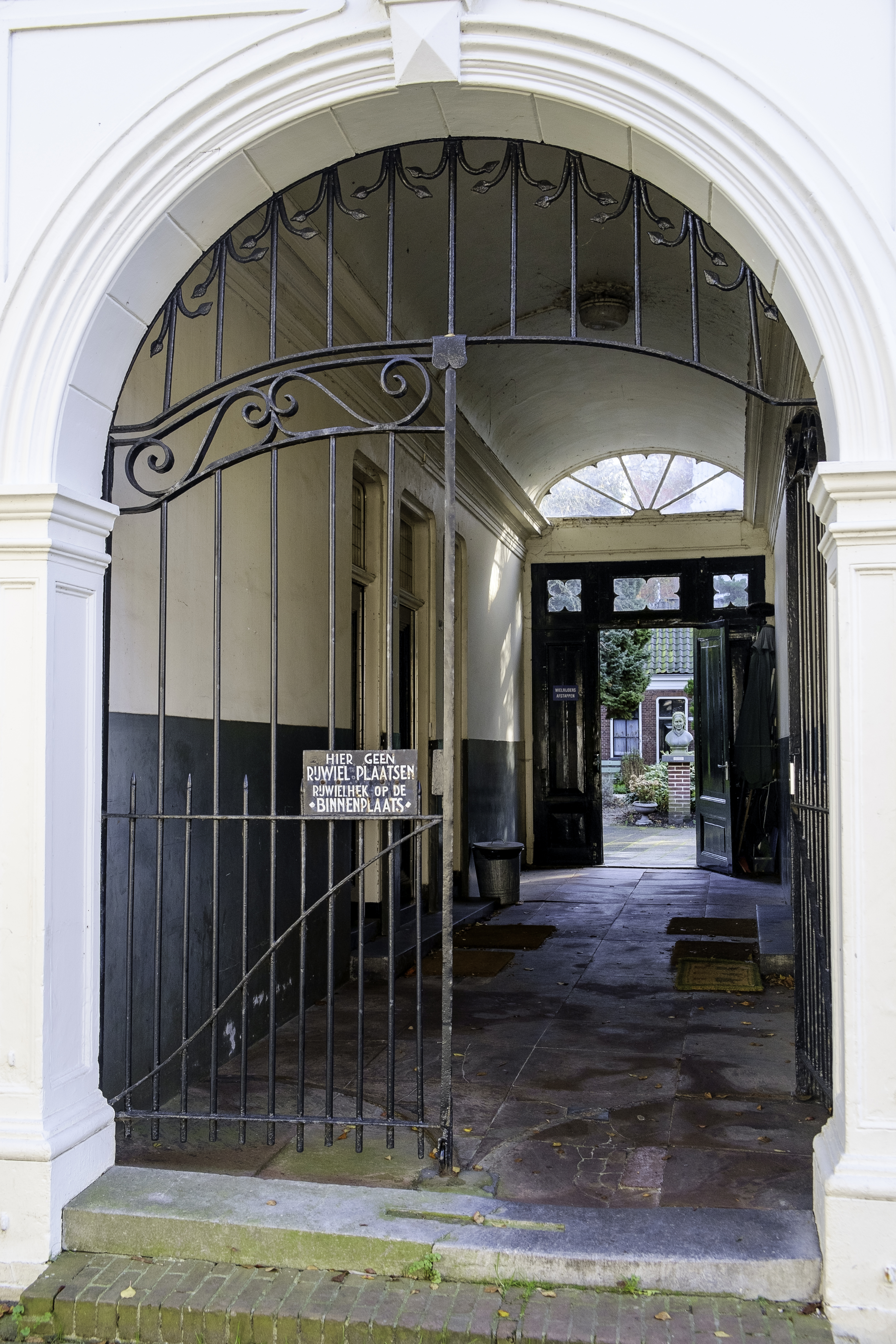
Ingang
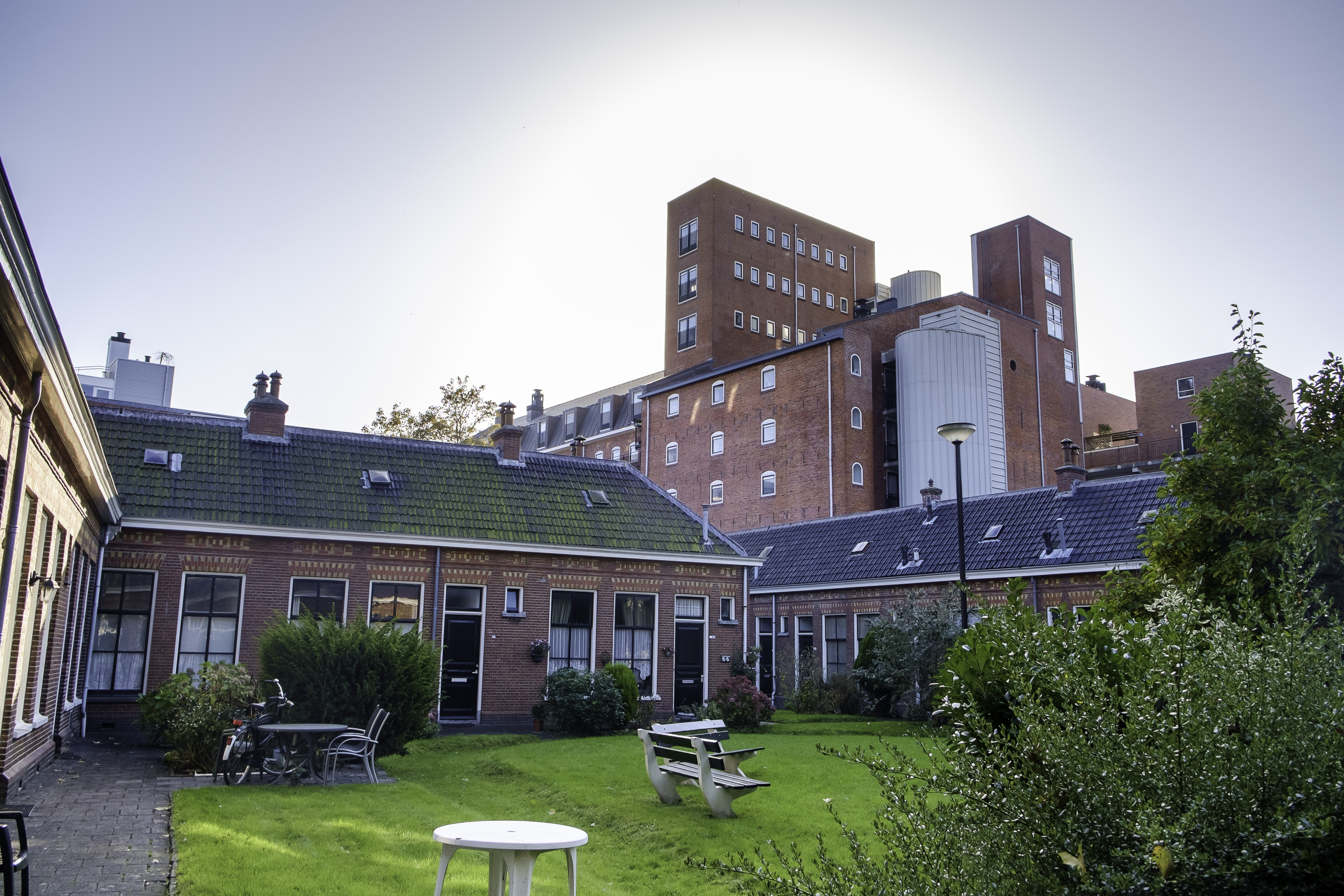
Binnenhofje. Op de achtergrond Pakhuis Albion.
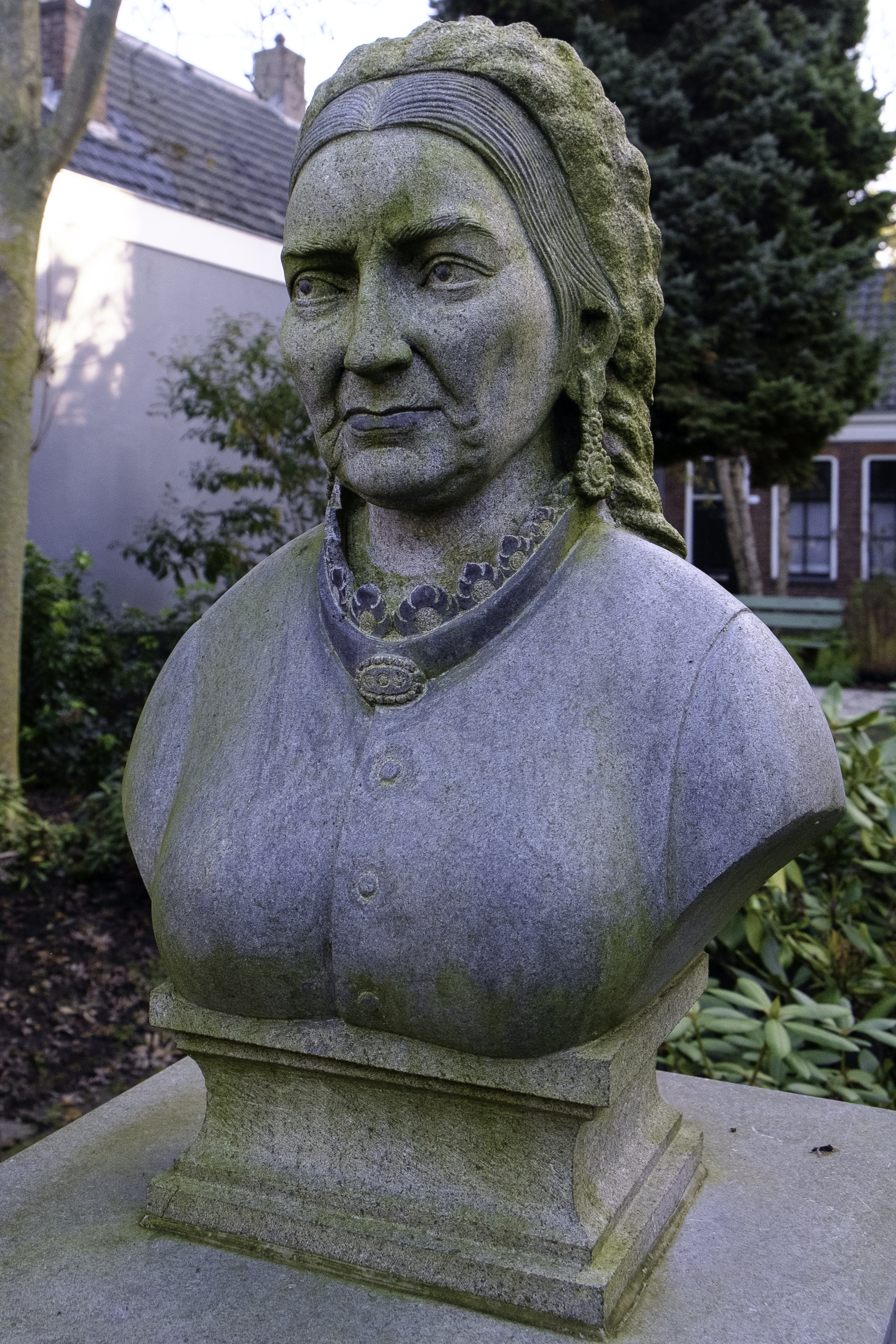
Borstbeeld Ludewé Vink